# Dźomuna Szetu
Dźomuna Szetu (beng. যমুনা সেতু, trl. Yamunā Setu, trb. Dźomuna Szetu; ang. Jamuna Bridge) – most drogowo-kolejowy na rzece Dźomunie (dolny bieg Brahmaputry) w Bangladeszu o długości 4,8 km. Jest to najdłuższy most w kraju. Jego budowa rozpoczęła się w roku 1994, a oddanie do użytku nastąpiło 23 czerwca 1998 roku. Droga biegnąca przez most posiada po dwa pasy ruchu w każdą stronę, ponadto przez most biegnie jednotorowa linia kolejowa o dwóch rozstawach toru, 1000 mm oraz 1435 mm. Przez most biegnie także linia wysokiego napięcia o napięciu 232 kV, gazociąg o średnicy 750 mm oraz światłowód. Most stanowi ważne połączenie dla północno-zachodniej części kraju, odciętej od reszty Bangladeszu przez rzeki Dźomuna oraz Podda (główna odnoga Gangesu).